# Richard Korver
Richard Korver (1970) is een Nederlands strafpleiter.
Korver wilde toen hij jong was acteur worden, zijn andere interesse was de advocatuur. Vanwege de slechte carrièreperspectieven voor het beroep van acteur verkoos hij een opleiding rechten, daarnaast gaf hij acteerlessen.
Sinds 2000 is hij actief als advocaat en geeft daarnaast communicatietraining aan advocaten. Sinds 2015 heeft hij zijn eigen advocatenkantoor. Korver is tevens voorzitter van het Landelijk Advocaten Netwerk voor Gewelds- en Zedenslachtoffers (LANGZS) en zet zich in voor slachtoffers van ernstige misdrijven, zoals zedendelicten. Hoewel hij bekend staat om het bijstaan van slachtoffers in de rechtszaal, staat hij ook regelmatig (jeugdige) verdachten bij en doet zaken die zich afspelen in het personen- en familierecht. Korver is bij verschillende instituten actief als (gast-)docent.

## Bekende zaken
Dit overzicht is mogelijk incompleet; u kunt helpen door het uit te breiden.
- Moord op Milica van Doorn, als advocaat van de familie van Milica[7]
- Moord op Nicole van den Hurk, als advocaat van de nabestaanden van Nicole[8][9]
- Moord op Gabrielle Cevat, als advocaat van de familie van Gabrielle[10][11]
- Amsterdamse zedenzaak, waar hij actief was als advocaat van meerdere ouders[3]
- Moord op Henk Opentij en Mary Run, als advocaat van de nabestaanden
- Verkrachtingszaak Cordaan, als advocaat van het slachtoffer[12]
- Dood van Mitch Henriquez, als advocaat van de nabestaanden van Henriquez[3][13]
- Dood van Joost Wolters, als advocaat van de familie van Joost[14]
- Zaak rond ijssalon 't Perronnetje, als advocaat van ijssalonhoudster Gilly Emanuals[15]
- Vrijspraak Saadia Ait-Taleb, als advocaat van de Amsterdamse oud-ambtenaar Saaidia Ait-Taleb[16]
- Moord op Bas van Wijk, als advocaat van de nabestaanden van Bas[17]
- Gewonnen zaak over recht op bijstand van een raadsman, als advocaat van de heer Van de Kolk.  Deze zaak is behandeld door het Europese Hof voor de Rechten van de Mens.[18]
- Vergisontvoering in Cruquius, als advocaat van het slachtoffer[19]
- Zaak Glennis Grace en Jumbo, als advocaat van de Jumbo medewerkers[20]
- Mishandeling door Wilco H., als advocaat van de slachtoffers[21]

## In de media
- SOEP buiten je bubbel: In deze aflevering van 30 april 2021 praten Richard Korver en schrijver Younes Finani met elkaar over het thema autoriteit en macht. Via AT5.nl.
- Interview met Richard Korver over strafrecht en bespreking jurisprudentie. Via het YouTube kanaal van de Academie voor de Rechtspraktijk
- Artikel 'Richard Korver vraagt om meer openheid bij deskundigenregister'. Via Advocatenblad.

## Publicaties
- Richard Korver (24 oktober 2012). Recht van spreken: slachtoffers in het Nederlandse strafproces. Singel Uitgeverijen. ISBN 978-90-295-8702-0.
- Iva Bicanic, Richard Korver (18 maart 2020). Dicht bij huis: Hoe steun je een kind na seksueel misbruik?. Singel Uitgeverijen. ISBN 978-90-295-4147-3.
- Meneer God. Toneelstuk (als regisseur)[22]

- Gemeinsame Normdatei: 1034404431
- International Standard Name Identifier: 0000 0003 9697 3925
- Library of Congress Control Number: n2013069959
- Nederlandse Thesaurus van Auteursnamen: 352703415
- Virtual International Authority File: 292038717